# 旭橋站
26°12′43.01″N 127°40′31.71″E / 26.2119472°N 127.6754750°E

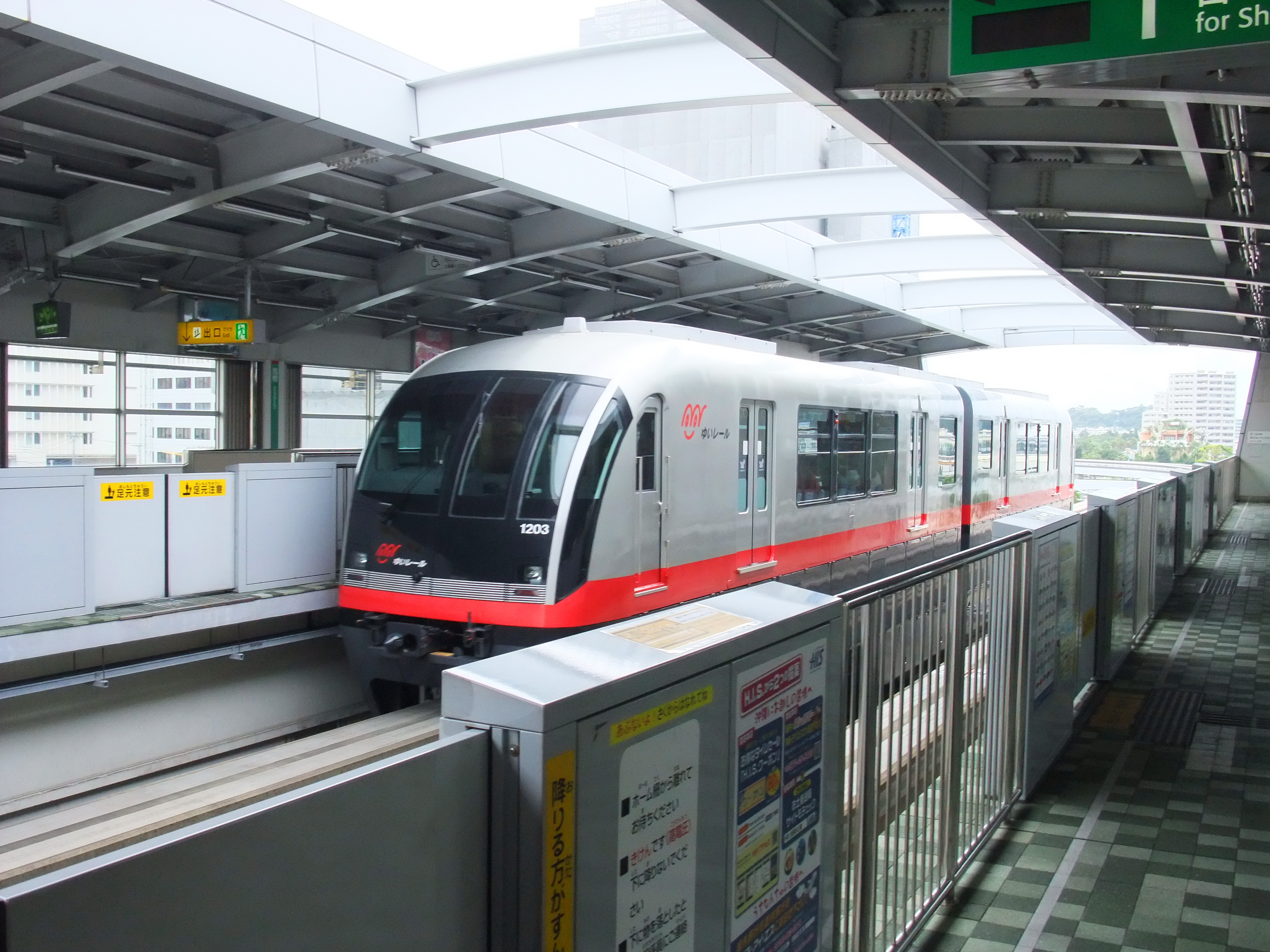
旭橋站月台

旭橋站（日语：／ Asahibashi eki */?）是位於日本沖繩縣那霸市泉崎1丁目的沖繩都市單軌電車線車站。

## 車站構造
本站採用線道內較少採用的相對式側式月台2個，共提供2面2線的配置。並且與鄰站壺川站成為連續兩個採用側式月台上落的車站。全線亦只有位於歌町站、古島站及首里站採用相同的配置，其他均為島式月台。月台及車站大堂間有扶手電梯及升降機連接。

### 月台配置
| 月台 | 路線                | 目的地                                 |
| ---- | ------------------- | -------------------------------------- |
| 1    | ■沖繩都市單軌電車線 | 縣廳前、牧志、歌町、首里、日子浦西方向 |
| 2    | ■沖繩都市單軌電車線 | 小祿、那霸機場方向                     |

### 車站設備
- 投幣式儲物櫃
- 公共電話
- 廁所

## 歷史
- 2003年8月10日：車站啟用

## 利用狀況
| 年度 | 1日平均乗車人數 |
| ---- | --------------- |
| 2003 | 1,770           |
| 2004 | 1,879           |
| 2005 | 1,949           |
| 2006 | 1,938           |
| 2007 | 1,947           |
| 2008 | 2,037           |
| 2009 | 1,957           |
| 2010 | 2,069           |
| 2011 | 2,096           |
| 2012 | 2,284           |

## 車站附近
政府機構
- 沖繩國稅事服所
- 那霸税務署
- 總務省沖繩綜合通訊工作所
- 日本外務省沖繩事服所

公共設施
- 那霸公共汽車總站
- 那霸東町會館（沖繩縣立鄉土劇場）

金融機構
- 琉球銀行那霸端口辦事處
- 沖繩縣工人金庫總店

郵局
- 東町郵局
- 日本郵政小組那霸大樓

其他
- KDDI沖繩支店
- 沖繩電台

道路
- 國道58號
- 國道330號
- 國道390號

## 巴士路線
旭橋站前
- 9號：小禄石嶺線（那霸巴士營運）
- 14號/鹿田川海南線（那霸巴士）*僅在那霸巴士總站一側停靠。
- 北谷班輪/美麗海班輪（咖喱觀光）*僅限下車
- 沖繩機場班車 *僅限送機

## 海上航線
那霸港那霸碼頭
- 沖繩島本部港 － 與論島（與論港）－ 沖永良部島（和泊港）－ 德之島（龜德港）－ 龍美大島（名瀨港）－ 鹿兒島新港

## 相鄰車站
沖繩都市單軌電車
■沖繩都市單軌電車線
壺川（5）－旭橋（6）－縣廳前（7）

## 外部連結
- 沖繩都市單軌電車 – 旭橋站 （页面存档备份，存于）（日語）（英文）（繁體中文）（简体中文）